# 마스코트 목록
다음은 마스코트의 목록이다. 특정 대상을 대표하는 의도에서 만들어진 것이 아닌 일반 캐릭터의 경우에는 싣지 않는다.

## 행정 구역
- 서울특별시 - 해치
- 부산광역시 - 부비, 부기
- 대구광역시 - 패션이[1]
- 인천광역시 - 등대리 (등대), 버미, 애이니, 꼬미 (점박이물범)[2]
- 광주광역시 - 빛돌이
- 대전광역시 - 한꿈이, 꿈돌이
- 울산광역시 - 해울이 (돌고래)
- 세종특별자치시 - 창녕
- 경기도 - 봉공이
- 강원도 - 범이&곰이
- 충청북도 - 고드미, 바르미
- 충청남도 - 충청이, 충나미
- 경상북도 - 신나리
- 경상남도 - 벼리
- 전라남도 - 남도, 남이
- 제주특별자치도 - 돌이, 소리

#### 서울특별시-해치
- 강남구
- 강동구 - 강동이&강동미
- 강서구 - 새로미
- 관악구 - 강감찬
- 광진구 - 광이&진이
- 구로구 - 퓨처리안
- 금천구 - 금나래
- 노원구
- 도봉구 - 학&꽃창포&은행나무
- 동대문구 - 꿈동이
- 동작구 -
- 마포구 - 마포동이
- 서대문구
- 서초구
- 성동구 - 미소
- 성북구
- 송파구 - 솔이
- 양천구 - 해누리
- 영등포구 - 영롱이
- 용산구
- 은평구 - 파발이
- 종로구 - 보신각종
- 중구 - 하티
- 중랑구 - 중랑이

#### 부산광역시- 부기
- 강서구 - 청두리
- 금정구 - 금정이
- 기장군
- 남구 - 희망이&밝음이
- 동구
- 동래구 - 뚜기&뚜미
- 부산진구
- 북구 - 북이&복이
- 사상구 - 신바람이
- 사하구 - 고니
- 서구 - 덕이&송이
- 수영구 - 수아&영이
- 연제구 - 솔이&연이
- 영도구 - 영가비
- 중구 - 자갈치아지매
- 해운대구 - 써니&퍼니

#### 대구광역시- 패션이
- 남구 - 너미&마지
- 달서구 - 깨돌이&친순이&멋돌이
- 달성군 - 비슬이
- 동구 - 팔공군&금호랑&동구르르
- 북구 - 부키
- 서구 - 도약이&미래
- 수성구 - 물망이&뚜비
- 중구

#### 인천광역시- 등대리&버미&꼬미&애이니
- 강화군 - 강돌이
- 계양구 - 신
- 남동구 - 소래미
- 동구 - 동이
- 미추홀구 - 미추
- 부평구 - 부디&부니
- 서구 - 서동이
- 연수구 - 구기
- 옹진군 - 옹이&진이
- 중구 - 월디

#### 광주광역시- 빛돌이
- 광산구 - 광산이
- 남구 - 제석이&금당이
- 동구 - 금남이
- 북구 - 우리&두리
- 서구 - 해오리

#### 대전광역시- 한꿈이&꿈돌이&한꿈이 가족
- 대덕구 - 덕구
- 동구- 16개동 캐릭터
- 서구 - 서람이
- 유성구 - 유성이
- 중구 - 효도령&효낭자

#### 울산광역시- 해울이
- 남구 - 장생이
- 동구
- 북구 -  차돌이
- 울주군 - 해뜨미
- 중구 - 가람이

#### 세종특별자치시- 창녕
- 가람동
- 고운동
- 금남면
- 나성동
- 다정동
- 대평동
- 도담동
- 반곡동
- 보람동
- 부강면
- 새롬동
- 소담동
- 소정면
- 아름동
- 어진동
- 연기면
- 연동면
- 연서면
- 장군면
- 전동면
- 전의면
- 조치원읍
- 종촌동
- 한솔동

#### 경기도- 봉공이
- 가평군 - 잣돌이
- 고양시 - 고양고양이
- 과천시 - 토리&아리
- 광명시 - 광이&명이
- 광주시 - 그리니&크리니
- 구리시 - 아리미
- 군포시 - 포근&포유
- 김포시 - 포수&포미&포치
- 남양주시 - 다산
- 동두천시 - 소람이&요람이
- 부천시 - 부천핸썹
- 성남시 - 새남이&새롱이
- 수원시 - 수원이&수원청개구리패밀리
- 시흥시 - 토로&해로
- 안산시 - 테크미
- 안성시 - 바우덕이
- 안양시 - 포동이
- 양주시 - 꾸미
- 양평군 - 물사랑이&행복이
- 여주시 - 세종대왕
- 연천군 - 고룡이&미롱이
- 오산시 - 까산이&까오
- 용인시 - 철쭉
- 의왕시 - 느티&까비
- 의정부시 - 의돌이
- 이천시 - 아리&도기&온이&홍이
- 파주시 - 파랑이
- 평택시 - 평택이
- 포천시 - 오성과 한음
- 하남시 - 하남이&방울이
- 화성시 - 코리요&알콩이&달콩이

#### 강원도- 범이&곰이
- 속초시 - 짜니&래요
- 양양군 - 해키
- 춘천시 - 소양강처녀
- 원주시 - 꽁드리

#### 경상북도- 신나리
- 영주시 - 힐리
- 안동시 - 양반&연이낭자&또기&어진할배
- 영천시 - 별이&빛이
- 영천시 - 의동이
- 구미시 - 토미
- 경산시 - 베푸리
- 경주시 - 금이&관이

#### 경상남도- 벼리
- 통영시 - 동백이
- 창원시 - 다니
- 산청군 - 산너머친구들

## 정치

### 정부 기관 및 공기업
- 대한민국 경찰청 - 포돌이, 포순이
- 대한민국 소방청 - 영이, 웅이
- 대한민국 해양경찰청 - 해우리, 해누리
- 대한민국 기상청 - 기상이
- 대한민국 병무청 - 굳건이, 힘찬이

### 공사 체계
- 한국방송공사 - 케빗
- 한국교육방송공사 - 펭수
- 한국철도공사 - 키로, 아로, 뭉클아저씨, 치요, 퉁스, KTX-미니, KTX-핑크

## 스포츠

### 올림픽
- 1968년 그르노블 동계 올림픽 - 슈스 (비공식)
- 1972년 뮌헨 하계 올림픽 - 발디
- 1976년 인스브루크 동계 올림픽 - 슈네만
- 1976년 몬트리올 하계 올림픽 - 아미크
- 1980년 레이크플래시드 동계 올림픽 - 로니
- 1980년 모스크바 하계 올림픽 - 미샤
- 1984년 사라예보 동계 올림픽 - 브치코
- 1984년 로스앤젤레스 하계 올림픽 - 샘
- 1988년 캘거리 동계 올림픽 - 하우디와 하디
- 1988년 서울 하계 올림픽 - 호돌이
- 1992년 알베르빌 동계 올림픽 - 마지크
- 1992년 바르셀로나 하계 올림픽 - 코비
- 1994년 릴레함메르 동계 올림픽 - 하콘과 크리스틴
- 1996년 애틀랜타 하계 올림픽 - 이지
- 1998년 나가노 동계 올림픽 - 스노레츠
- 2000년 시드니 하계 올림픽 - 밀리, 올리, 시드
- 2002년 솔트레이크시티 동계 올림픽 - 파우더, 코퍼, 콜
- 2004년 아테네 하계 올림픽 - 아테나와 포보스
- 2006년 토리노 동계 올림픽 - 네베와 글리츠
- 2008년 베이징 하계 올림픽 - 푸와
- 2010년 밴쿠버 동계 올림픽 - 미가와 콰치
- 2012년 런던 하계 올림픽 - 웬록
- 2014년 소치 동계 올림픽 - 북극곰, 표범, 흰토끼
- 2016년 리우데자네이루 하계 올림픽 - 비니시우스
- 2018년 평창 동계 올림픽 - 수호랑
- 2020년 도쿄 하계 올림픽 - 미라이토와

### K리그

#### K리그1
- 강원 FC - 웅심이, 옹심이
- 광주 FC - 보니
- 김천 상무 FC - 슈웅
- 대구 FC - 빅토, 리카
- 대전 하나 시티즌 - 자주, 하나
- FC 서울 - 씨드
- FC 안양 - 바티, 나리
- 수원 FC - 장안장군, 팔달장군, 창룡장군, 화서장군, 슈니
- 울산 HD - 미타
- 전북 현대 모터스 - 나이티, 써치
- 제주 유나이티드 - 감규리 패밀리
- 포항 스틸러스 - 쇠돌이, 쇠순이

#### K리그2
- 경남 FC - 군함이, 경남이
- 김포 FC - 포미
- 부산 아이파크 - 똑디, 헤라
- 부천 FC 1995 - 헤르, 보라
- 서울 이랜드 FC - 레울, 레냥
- 성남 FC - 까오, 까치
- 수원 삼성 블루윙즈 - 아길레온
- 충남 아산 FC - 붱붱이
- 안산 그리너스 - 로니, 다니
- 인천 유나이티드 - 유티
- 전남 드래곤즈 - 철룡이
- 천안 시티 FC - 호람이
- 충북 청주 FC - 차바

## 기업

### 테마파크
- 롯데월드 - 로티, 로리
- 에버랜드 - 레니, 라라
- 이월드 - 비비, 포포
- 경주월드 - 스파키, 부기, 드롤, 스와니, 페기, 글린다, 리키, 위자드마스터
- 서울랜드 - 아롱이, 다롱이
- 꿈돌이랜드 - 꿈돌이, 꿈순이, 꿈술이, 꿈자, 꿈팔이, 블랙홀군단

## 교육

### 프로그램
- 리눅스 - 턱스 (펭귄)
- KDE 프로젝트 - 콘키 (용)

## 기타
- 위키백과 - 위키페탄

## 같이 보기
- 올림픽 마스코트